# Jörg Stiel
Jörg Stiel (ur. 3 marca 1968 w Baden), szwajcarski piłkarz, występujący na pozycji bramkarza. Przez większą część kariery piłkarskiej związany był z FC Sankt Gallen, najpierw w latach 1990–1993, kiedy klub dwukrotnie spadał z Swiss Super League, a później od 1996 do 2001 roku; w tym czasie - w 2000 roku - zespół świętował pierwsze od 96 lat mistrzostwo kraju. W międzyczasie Stiel grał w Meksyku i w FC Zürich, z którym trzeci raz w karierze - w sezonie 1995–1996 - zanotował spadek z ligi.
Dobre występy w Sankt Gallen oraz w reprezentacji zaowocowały na początku rozgrywek 2001–2002 transferem do beniaminka Bundesligi Borussii Mönchengladbach, gdzie zastąpił dotychczasowego pierwszego bramkarza Uwe Kampsa. Do 2004 roku był pewnym punktem drużyny; w ciągu trzech sezonów spędzonych w ekstraklasie Niemiec opuścił tylko trzynaście meczów.
W barwach reprezentacji Szwajcarii zadebiutował w wieku 32 lat, ale szybko wywalczył miejsce w wyjściowym składzie. Grał w eliminacjach do Euro 2004 oraz w samym turnieju. Po mistrzostwach, nie mogąc znaleźć klubu, zdecydował się zakończyć piłkarską karierę.

## Kariera klubowa
| Sezony  | Klub                     | Rozgrywki                   | Mecze                   | Bramki |
| ------- | ------------------------ | --------------------------- | ----------------------- | ------ |
| 1986-90 | FC Wettingen             | Szwajcaria                  | 96                      | 0      |
| 1990-93 | FC Sankt Gallen          | Swiss Super League          | 108 (72 w ekstraklasie) | 0      |
| 1993-94 | Toros Neza               | Meksyk                      | ?                       | ?      |
| 1994-96 | FC Zürich                | Swiss Super League          | 69                      | 0      |
| 1996-01 | FC Sankt Gallen          | Swiss Super League          | 143                     | 0      |
| 2001-04 | Borussia Mönchengladbach | Bundesliga                  | 89                      | 0      |
|         |                          | Łącznie w Axpo Super League | 289                     | 0      |
|         |                          | Łącznie w Bundeslidze       | 89                      | 0      |

## Kariera reprezentacyjna
W reprezentacji Szwajcarii zadebiutował dopiero w wieku 32 lat 15 listopada 2000 w zremisowanym 1:1 meczu przeciwko Tunezji. Piłkarską karierę kończył wówczas wieloletni pierwszy bramkarz kadry Marco Pascolo i nowy selekcjoner Jakob Kuhn szukał jego następcy. Główny kandydat do przejęcia schedy po Pascolo Pascal Zuberbühler był wówczas w słabej formie, i Kuhn postawił na zawodnika Sankt Gallen. Stiel grał w eliminacjach do Euro 2004 oraz w samej imprezie, na której Szwajcarzy zremisowali jeden mecz i dwa przegrali. Bramkarz w trzech grach przepuścił sześć goli, ale zdaniem wielu obserwatorów nie zawiódł i był mocnym punktem drużyny. Po zakończeniu turnieju ogłosił rozbrat z reprezentacją, a niedługo potem, nie mogąc znaleźć klubu, zakończył karierę. Jego następcą w kadrze został Zuberbühler.

## Sukcesy piłkarskie
- mistrzostwo Szwajcarii 2000 oraz wicemistrzostwo Szwajcarii 2001 z FC Sankt Gallen

W reprezentacji Szwajcarii od 2000 do 2004 roku rozegrał 21 meczów - start w Euro 2004 (faza grupowa).